# Закон України «Про освіту» (2017)
Зако́н Украї́ни «Про осві́ту» — закон, що визначає правові засади організації та діяльності закладів освіти. Ухвалений Верховною Радою 5 вересня 2017 року на заміну застарілому чинному закону про освіту. Закон відрізнився рядом нововведень — терміном освіти в 12 років, більшою автономією шкіл, збільшенням оплати вчителям, зміною правил атестації вчителів та правил підвищення їх кваліфікації, уточненнями повноважень директорів шкіл та регламентація їх каденції та обрання, ширшим впровадженням державної мови навчання.

## Попередні події
Новий закон замінить старий, який діяв з 1991 року. Міносвіти, депутати й експерти готували закон близько трьох років. Рада ухвалила документ після одного дня дискусій 255 голосами «За». Проти — 20 (Брензович Василь Іванович, Головко Михайло Йосифович, Іллєнко Андрій Юрійович, Марченко Олександр Олександрович, Петренко Олег Миколайович, Левченко Юрій Володимирович та ін.), утрималось — 16, не голосувало — 68.

## Нововведення

### Мова навчання
Мову навчання регулює 7-ма стаття закону. Згідно з нею, вільний вибір мови навчання є невіддільним правом громадян України, яке реалізується в рамках цього Закону, за умови обов'язкового вивчення державної мови в обсязі, достатньому для інтеграції в українське суспільство. Громадянам України гарантується право отримання освіти державною мовою і регіональними мовами або мовами меншин. Це право забезпечується через мережу дошкільних дитячих установ, загальних середніх, позашкільних, професійно-технічних і вищих державних і комунальних навчальних закладів з українською або іншими мовами навчання, яка створюється відповідно до потреб громадян згідно із законодавством України про освіту.

### Директор школи
Директору школи надається більше повноважень у розв'язанні кадрових питань (прийняття та звільнення з роботи), більше обов'язків із організації навчального процесу, включно із розглядом навчальних планів і шкільних програм. Директор на посаду обирається за конкурсом, на період не більше двох термінів, що у сумі складає 12 років. При цьому, комісія, яка ухвалюватиме відповідне рішення, складатиметься в тому числі з вчителів цього навчального закладу. Крім них, така комісія має включати представників із засновників школи, громадського об'єднання батьків та учнів закладу, громадське об'єднання директорів шкіл цієї місцевості.[джерело?]

### Термін освіти
Одним з основних нововведень закону є 12-річна середня освіта. Мова навчання — українська, мова навчання національних меншин реалізується через окремі групи, або викладання окремих предметів мовою національних меншин. За законом, нацменшини зможуть вчитися рідною мовою до 5-го класу, після чого всі предмети (за деякими винятками) будуть викладати тільки українською мовою.

### Розподіл освіти
Школа буде трирівнева: початкова — 4 роки, вводиться з 2018 року, базова середня освіта — 5 років (гімназії), вводиться з 2022 року, профільна середня освіта — 3 роки (ліцеї та заклади професійної середньої освіти), вводиться з 2027 року.

### Прийом учнів до першого класу
З 2018 року дітей мають брати до школи винятково за місцем проживання, а не за результатами співбесіди і тестування, як це було раніше. Згідно з новим законом, кожна школа матиме закріплену за собою територію, і по досягненні дитиною шестирічного віку вона гарантовано отримає місце в цьому навчальному закладі. Спеціалізація закладу врахуватись не буде.

### Варіативна складова
Управління освіти також не братимуть участі в розробці та реалізації варіативної складової навчальної програми, не контролюватимуть додержання законів та обов'язкове виконання Держстандарту та не втручатимуться у формування педагогічного навантаження вчителя, подібні речі контролюватимуться на рівні школи.

### Атестація вчителів
Атестацію шкіл та інспекції районних управлінь освіти новий закон повністю ліквідовує, натомість вводиться добровільна сертифікація для педпрацівників як стимул для підвищення своєї кваліфікаційної категорії раніше терміну. Спочатку, допоки така перевірка не буде відпрацьована, вона буде добровільною. Нововведення передбачає стимул для професійного зростання серед педагогів. Вчитель більше не буде зобов'язаним слухати лекції в Інституті післядипломної педагогічної освіти (ІППО). Крім того, за власний кошт вчителям надається можливість відвідування тих тренінгів, які вважають потрібними для своєї роботи.[джерело?] Вчителі самі аналізують, де вони хочуть підвищити кваліфікацію. Після цього подають заявку до адміністрації школи. Тоді збирається педрада, яка вирішує, кого й куди направляти на підвищення кваліфікації. Відтак Педрада ухвалює рішення. Далі, відповідно до цього плану, вчителі відвідують курси, семінари чи тренінги, а кошти на їх оплату перераховує школа (а не управління освіти). Закон дозволяє іншим фізичним та юридичним особам фінансувати такі курси для вчителів.

### Педрада
Закон передбачає, що всі вчителі повинні брати участь у засіданнях педагогічних рад. Таким чином усі вчителі будуть залучені до прийняття управлінських рішень своєї школи. Педрада планує роботу закладу, схвалює освітні програми, обговорює питання підвищення кваліфікації вчителів, має право ініціювати проведення позапланового інституційного аудиту закладу та обговорює механізми забезпечення академічної доброчесності у своїй школі. Уся інформація про ресурси школи (фінансові, матеріальні та кадрові) має бути опублікована онлайн.[джерело?]

### Оплата праці
Новий закон передбачає мінімальну зарплату вчителя в розмірі не менше 3 мінімальних зарплат, що складає 9600 грн станом на вересень 2017 року. Поправками також передбачався варіант у 4 прожиткових мінімуми, що складало 6736 грн станом на вересень 2017 року.

### Різне
Щорічні виділення коштів із державного бюджету на освіту складають не менше 7 % ВВП. Також вводиться посада омбудсмена для забезпечення належних умов реалізації права на освіту.

## Набрання чинності
5 вересня 2017 року Верховна Рада ухвалила закон. 19 вересня його підписав голова Верховної Ради Андрій Парубій. 25 вересня новий закон підписав президент України Петро Порошенко.
Закон набирає чинності з дня, наступного за днем його опублікування, крім абзаців першого і третього частини 2-ї статті 61 цього Закону, які набирають чинності з 1 січня 2018 року та реалізуються відповідно до підпункту 1 пункту 6 цього розділу; абзацу другого підпункту 6 пункту 4 цього розділу, який набирає чинності з 1 січня 2030 року.

## Реакція

### Підтримка
Петро Порошенко позитивно оцінив новий закон. Після схвалення проєкту закону у Верховній Раді він заявив що закон стане «інвестицією України в майбутнє».
Міністр освіти і науки Латвії Карліс Шадурскіс підтримав закон «Про освіту».

### Критика
Найбільші суперечки викликала 7-ма стаття закону про мову навчання. Саме ця стаття викликала невдоволення серед частини країн другого світу на міжнародному рівні. При цьому закордонні критики вказують на невідповідність закону 7-й статті як Конституції, так і міжнародним зобов'язанням України, як-от Європейська хартія регіональних мов, ратифікованою Україною 2003 р.:
- Румунія та Угорщина[16] розкритикували закон через можливі порушення прав національних меншин[17][18].

- 8 вересня 2017 року голова Закарпатської обласної адміністрації Геннадій Москаль, котрий раніш, на думку місцевих активістів (зокрема ветеранів «Карпатської Січі»), захищав повзучу експансію мадяр на Закарпатті[19], на своєму сайті звернувся до Президента України з проханням ветувати прийнятий закон або повернути його у Верховну Раду з правками через те, що він не відповідає Європейській хартії регіональних мов або мов меншин від 5 листопада 1992 року, яку Україна ратифікувала 15 травня 2003 року і яка набрала чинності 1 січня 2006 року, Закону України від 25 червня 1992 року № 2494-XII Про національні меншини в Україні[ru] та міжнародним договорам, укладеним Україною із сусідніми країнами[15] (Див. також вище )[прим. 1].
- МЗС Росії висловило невдоволення у новому законі, назвавши його метою «максимальне обмеження» інтересів російськомовних громадян України[20].
- Болгарія, Греція, Румунія і Угорщина закликали Україну не вводити в дію норму закону про освіту щодо мови навчання. 14 вересня 2017 року міністри закордонних справ цих країн звернулися з відповідним проханням у листі до міністра закордонних справ Павла Климкіна, генсека Ради Європи Турб'єрна Ягланда, та верховного комісара ОБСЄ Ламберта Заннієра[21].

- 26.09.2017 МЗС Угорщини повідомило що Угорщина блокуватиме всі кроки в напрямку євроінтеграції України в рамках програми «Східного партнерства» через те, що президент Петро Порошенко підписав закон «Про освіту»[10].

### Відповідь на критику
Внаслідок неодноразової критики, стаття 7 закону про освіту направлена на експертизу до Ради Європи щодо її відповідності європейським стандартам. За очікуваннями, експертиза має тривати півроку, за цей час проводитиметься консультації з країнами-сусідами та донесення позиції, що збереженню культурної ідентичності національних менших в Україні нічого не загрожує.
Міністром освіти Лілією Гриневич була анонсована зустріч з міністром, який відповідає за освіту в Угорщині, вказуючи, що характер розмови буде не тільки в політичній, а й у професійній, педагогічній, освітній площині. У передісторії зустрічі міністром Гриневич порушувалось питання щодо порушення прав дітей угорського походження, які хочуть здобувати вищу освіту, але не володіють українською мовою. Також, зазначалось, що частину викладання угорською мовою буде збережено, діти будуть вчити угорську мову, але при цьому, вивчатимуть і українську мову та зможуть повністю інтегруватися в українське суспільство.

### Конституційність
За поданням 48 народних депутатів Конституційний Суд України розглядав питання конституційності Закону, зокрема тих його положень, що — на думку авторів подання — звужували об'єм прав національних меншин на здобуття освіти рідною мовою.
Рішенням від 16 липня 2019 року Конституційний Суд визнав Закон таким, що повністю відповідає Основному Закону, зазначивши:
|                               | Держава створила умови для повноцінної реалізації відповідних прав національних меншин, в тому числі корінних народів України, вивчати рідну мову, а також отримувати освіту державною мовою незалежно від походження, повноцінно реалізовувати визначені Конституцією України права. У такий спосіб забезпечується рівність кожної особи у реалізації вказаних прав незалежно від національності та мови спілкування. Закон сприяє повноцінній реалізації конституційного права на освіту, яким можуть скористатися представники національних меншин. Визначене у Законі нормативне регулювання забезпечує реалізацію прав громадян в усіх сферах суспільного життя, у тому числі доступ до державної служби та служби в органах місцевого самоврядування. |
| — Конституційний Суд України, | |

## Проблема мовних анклавів

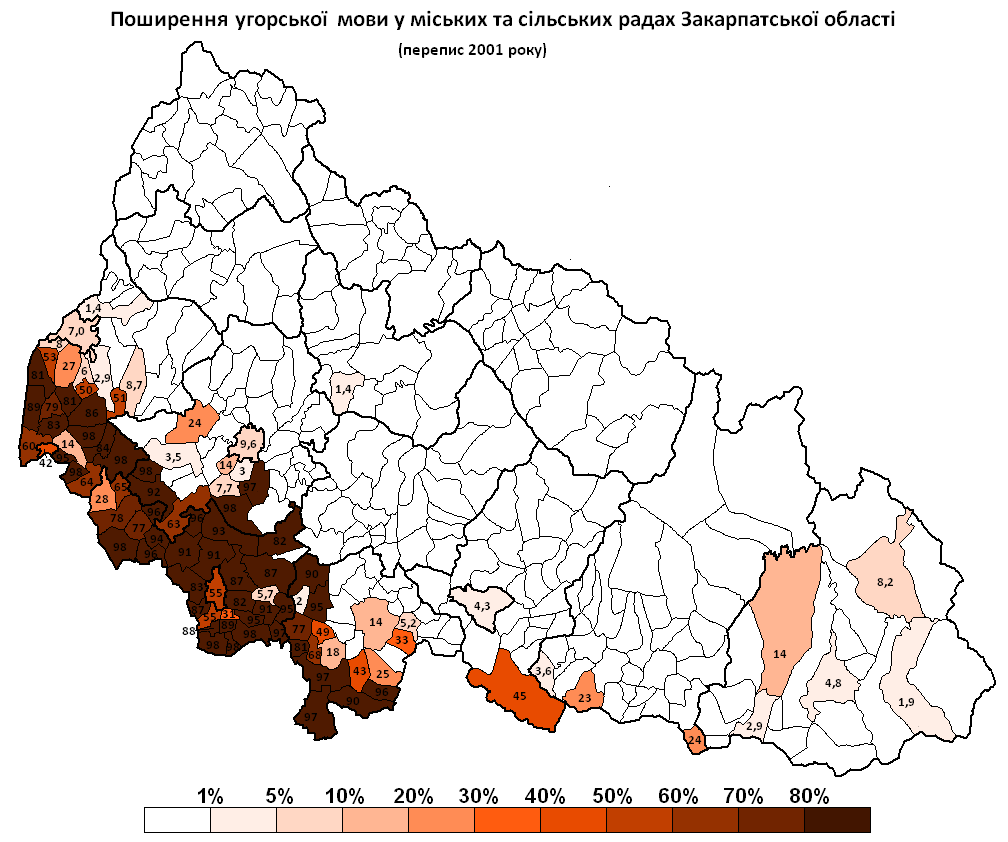
Поширення угорської мови на території Закарпатської області. (перепис населення у 2001 р.)

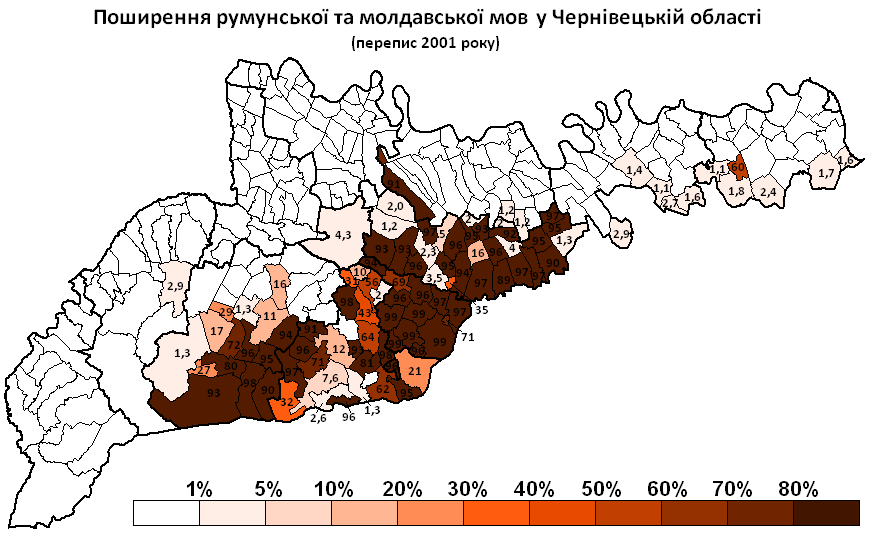
Поширення румунської (молдавської) мови на території Чернівецької області (перепис населення у 2001 р.)

Проживання на прикордонних територіях великої частки етнічних угорців та румунів, що майже не розуміють українську мову, стало передісторією конфліктів та шантажів. Цілеспрямована політика асиміляції своїх закордонних етнічних вихідців в угорське та румунське суспільство, постійне лобіювання своїх мовних, національних та культурних свобод на території України носить системний характер. Спрощене надання румунського та угорського громадянства для прикордонних поселень громадян України стало з часом взагалі звичною практикою для країн-сусідів. Показово, що випускники шкіл прикордонних районів з року в рік провалюють ЗНО з української мови, так, у Берегівському районі тестування з української мови провалили  63 % абітурієнтів, в окремих навчальних закладах цей рівень перевищує 90 %: Гатянська ЗОШ — 94 %, Яношівський ліцей — 92 %, Варівська ЗОШ — 89 %. У згаданому районі 100 % абітурієнтів Гатянської ЗОШ не склали іспит із Історії України.
В окремих районах Закарпаття та Буковини випускники шкіл, як потенційні здобувачі вищої освіти з румуномовних та угорськомовних шкіл, часом взагалі не володіють українською мовою. За деякими оціночними судженнями, проблема етнічних анклавів на Закарпатті з року в рік накопичувалась, підтримувалась політикою замовчування i, можливо, закріплювалась договорами про добросусідство та щедро фінансувалась з-за кордону. Мовна ситуація у навчанні, відмінність та несхожість угорської та румунської мов до української, зробила неможливою інтеграцію багатьох українських угорців до українського суспільства поза межами свого регіону, по факту, зробивши вступ в українськомовні ВНЗ важкодоступним.
Румунія та Угорщина, попри явну заборону в Україні мати подвійне громадянство, різними способами підтримують автономність таких поселень, видаючи паспорти та громадянство, забезпечуючи безоплатні пологи, закуповують підручники в школи, які в Україні не видаються угорською мовою. Правом отримати паспорт Угорщини користуються громадяни України для чисельних пільг: право працювати за вищу оплату праці, безвізовий перетин кордону, ненормоване перебування, виїзду на відпочинок, вигідну купівлю автомобіля. Причому, попри очевидність ситуації, законних підстав боротись із таким явищем майже немає.
Наразі на території Закарпаття угорська сторона відтворила повноцінну систему освіти, у якій навчальний процес відбувається переважно угорською мовою. Цю систему складають 91 школа, 21 з яких — україно-угорські, 70 — угорські; Центр гунгарології на базі Ужгородського національного університету, приватний вищий навчальний заклад — Закарпатський угорський інститут імені Ференца Ракоці II, що розташований в м. Берегово. Офіційний Будапешт через угорські благодійні фонди виділяє на функціонування цієї системи близько 2 млн євро щорічно. Варто зазначити, що в 2015 році було виділено 45 млн грн, у 2016 році — 60 млн грн.
Гостроту мовного питання, яке тільки посилилось з прийняттям закону, багато ЗМІ пояснюють можливими майбутніми блокуваннями будь-яких Євроінтеграційних ініціатив вказаними країнами зі сторони України та погіршенням дипломатичних відносин, про що трохи згодом офіційно заявив міністр закордонних справ Угорщини Петер Сіярто під час його візиту до Сінгапуру. На думку деяких ЗМІ, було зазначено, що Угорщина готувалася до такого рішення.